# Surintendante d'usine

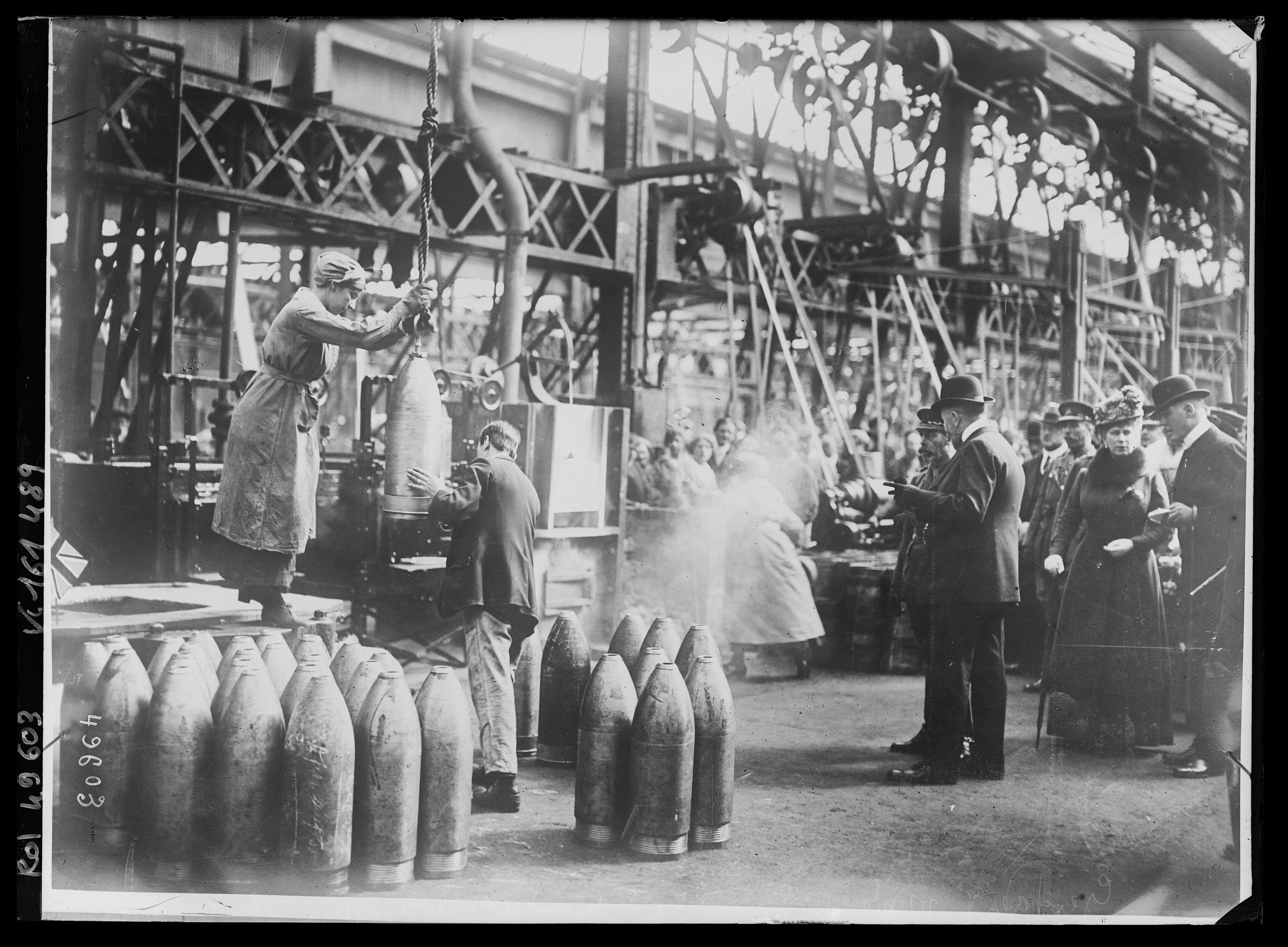
Le travail des femmes dans une usine de munitions en Angleterre en 1917 (Agence Rol / BnF)

Dès 1913, apparaissent, en Angleterre, les ladies superintendents, adjointes au directeur d’usine. Elles analysent les besoins des ouvrières et leur viennent en aide, notamment en repérant les lacunes de l'organisation du travail.
En France, la fonction de surintendante d'usine apparaît durant la première guerre mondiale. Les hommes à la guerre, les usines d'armement font appel massivement à une main-d'œuvre féminine. Ces ouvrières vivent souvent loin des usines, et font face à d'importantes difficultés, dont le fait de laisser leurs enfants seuls au foyer. Une mission envoyée en Angleterre par le Ministre Albert Thomas va conduire à la formation de femmes chargées de mettre en place des services tels qu'une infirmerie, une crèche, ou une cantine dans l'usine, susceptibles de répondre aux besoins des travailleuses.
Le terme surintendante d’usine désigne donc initialement un poste d'encadrement pour la mise en place de services sociaux dans les usines de guerre employant des femmes, mis en place à la fin de la première guerre mondiale.
Aujourd’hui, les surintendantes d'usines sont présentées par des historiens[Par qui ?] comme les pionnières de la gestion du risque professionnel et appelées Conseillères du travail.

## Création
L’École des surintendantes d'usines est créée en 1917 par les ministres Albert Thomas et Léon Bourgeois sur l'impulsion de cinq femmes engagées dans l’action sociale et dans le mouvement féministe : Cécile Brunschvicg, Henriette Viollet, Marie Routier, Renée de Montmort et Marie Diémer.

## Formation
Elles sont généralement munies d'un diplôme d’infirmière et formées pour un certain encadrement d’autres employées. Leurs compétences se rapportent à différents domaines comme le médical, le juridique, la sociologie et en termes organisationnels. Leurs missions consistaient à implanter  dans les usines des services sociaux et à la promotion d'une meilleure organisation du travail en  recentrant  les activités des salarié(e)s sur la production.
Les élèves réalisaient des stages d'ouvrier et rédigeaint des rapports de stage : usines pneumatiques Dunlop à Montluçon, usines Renault à Billlancourt , Manufacture de chaussures "Incroyable" à Paris, etc.